# الصالحية (رأس الخيمة)
الصالحية هي إحدى ضواحي مدينة رأس الخيمة بدولة الإمارات العربية المتحدة، ويقال أن منطقة الصالحية سميت كذلك نسبة للماء الحلو وفيها أربع «طوايا»،
ويقام فيها مشروع ”قرية الياسمين“.